# Майер, Пауль (легкоатлет)
Пауль Майер (нем. Paul Meier; род. 27 июля 1971, Фельберт, Северный Рейн-Вестфалия) — немецкий легкоатлет, специалист по многоборьям. Выступал за сборную Германии по лёгкой атлетике в 1990-х годах, бронзовый призёр чемпионата мира, победитель Кубка Европы в личном зачёте, участник летних Олимпийских игр в Барселоне.

## Биография
Пауль Майер родился 27 июля 1971 года в городе Фельберт, ФРГ.
Занимался лёгкой атлетикой в Леверкузене, проходил подготовку в местном клубе «Байер Леверкузен».
Впервые заявил о себе на международном уровне в сезоне 1990 года, когда вошёл в состав западногерманской национальной сборной и выступил на юниорском мировом первенстве в Пловдиве, где в программе десятиборья стал восьмым.
В 1992 году показал пятый результат в семиборье на чемпионате Европы в помещении в Генуе, был пятым на крупном международном турнире Hypo-Meeting в Австрии. Благодаря череде удачных выступлений удостоился права защищать честь страны на летних Олимпийских играх в Барселоне — набрал в сумме всех дисциплин десятиборья 8192 очка и  расположился в итоговом протоколе соревнований на шестой строке.
После барселонской Олимпиады Майер остался в составе легкоатлетической команды Германии и продолжил принимать участие в крупнейших международных стартах. Так, в 1993 году он завоевал серебряную медаль на Hypo-Meeting, уступив здесь только представителю Белоруссии Эдуарду Хямяляйнену. На Кубке Европы по легкоатлетическим многоборьям в Оулу одержал победу в личном зачёте и тем самым помог своим соотечественникам выиграть серебряные медали мужского командного зачёта. Позже побывал на чемпионате мира в Штутгарте, откуда привёз награду бронзового достоинства, выигранную в десятиборье — на сей раз его обошли Дэн О’Брайен и Эдуард Хямяляйнен.
В 1995 году был восьмым на Hypo-Meeting, стартовал на чемпионате мира в Гётеборге — без результата досрочно завершил выступление в десятиборье.
На домашнем Кубке Европы 1996 года в Лаге не финишировал, но немецкая сборная всё равно заняла первое место в командном зачёте.
Из-за нескольких травм вынужден был перенести шесть хирургических операций и в 1999 году завершил спортивную карьеру.
30 апреля 2004 года женился на известной немецкой прыгунье в высоту Хайке Хенкель, у супругов есть дочь.